# Arthur Reijnders
Arthur Reijnders (1951) is een Belgisch acteur en schilder.

## Levensloop
Van opleiding is hij jurist. Hij was beroepshalve onder andere advocaat, gerechtsdeurwaarder en bedrijfsjurist.
Hij speelde mee in de kinderserie Schuif Af op VTM van 1989 tot 2006. De rol - waarvoor onder andere ook Peter Van den Begin , Ingeborg Sergeant en Bart Van den Bossche voor waren gecontacteerd - had hij te danken aan de broer van Dirk Van Dijck, die tekstschrijver was voor het programma. Toen Schuif Af de studio verliet (het werd oorspronkelijk opgenomen in de studio van VTM Nieuws), werd het opgenomen in een huisje in zijn tuin, Chateau Arthur genaamd. Na het vertrek van Ingeborg in 2005 draaide hij samen met Christophe Stienlet, Britt Van der Borght en Sam Gooris nog één seizoen.
Na Schuif Af werd hij gids te Mechelen. Daarnaast schildert hij en speelt hij nog occasioneel toneel. Zo vormde hij onder andere een duo met Lucky, waarmee hij samen een muzikale kindershow in elkaar knutselde. Eerder toerde hij met Rob Stafford (van Katastroof), het duo bracht een mengeling van cabaret, kleinkunst en sketches aangevuld met zeemansliederen. Tevens speelde hij gastrollen in onder andere Spoed, Familie en Wittekerke.

## Discografie
- Albums
  - Koning Arthur[6][7] (1993)
  - Keizer Arthur Den Tweede[8][9] (1999)
- Singles
  - Arthur & Bartje - Hey Maat[10] (2001)